# Baran Demiroğlu
Baran Demiroğlu (* 2. Mai 2005 in Istanbul) ist ein türkischer Fußballspieler.

## Vereinskarriere
Demiroğlu begann seine Karriere im Jahr 2014 in der Jugend von Bakırköy Aslanspor. Nach zwei Jahren wechselte er in die Jugend von Galatasaray Istanbul. Im November 2022 wurde der Stürmer in die Erste Mannschaft berufen und er unterzeichnete einen Dreijahresvertrag. In der Saison 2023/24 kam Demiroğlu am 11. Januar 2024 zu seinem Süper-Lig-Debüt. Der Stürmer wurde beim 1:1-Unentschieden gegen Sivasspor in der Nachspielzeit für Kerem Demirbay eingewechselt.

## Nationalmannschaft
2022 bestritt Baran Demiroğlu zwei Spiele für die türkische U-18.

## Erfolge
Galatasaray Istanbul
- Türkischer Meister: 2023 (ohne Einsatz), 2024